# Kardos Brunó
Kardos Brunó, születési és 1898-ig használt nevén Kohn Brunó (Kaposvár, 1877. május 8. – Budapest, Józsefváros, 1952. június 16.) grafikus, festőművész, Kardos Tibor (1908–1973) irodalomtörténész apja.

## Életpályája
Kohn Fülöp és Krausz Cecília (1821–1900) gyermekeként született zsidó családban. Középiskolai tanulmányait az Arad Városi Polgári Fiúiskolában kezdte, majd 1893-tól az Országos Magyar Királyi Iparművészeti Tanoda növendéke lett. Tanulmányait a Magyar Királyi Képzőművészeti Főiskolán folytatta. Később Zemplényi Tivadar és Hegedűs Sándor esti tanfolyamait látogatta. Apja halála után a Magyar Államvasutaknál vállalt munkát, hogy eltartsa két árván maradt húgát.
Első alkalommal Pécsett rendezett kollektív kiállítást mint önálló festőművész. Több élclapban is jelentek meg karikatúrái, mint Az üstökös, a Képes Családi Lap, a Magyar Figaró és a Bolond Istók. 1914 júliusában kikeresztelkedett az evangélikus vallásra. Az első világháború idején tábori postásként dolgozott. Ekkor készítette el a több mint ötven rajzból álló portrésorozatát, melyben kollégáit ábrázolta. A háborút követően a Honvédelmi Minisztérium alkalmazásába került mint műszaki rajzoló. 1924 végén feltűnt műveivel a Újpesti Művészek Szövetségének kiállításán. Ugyanebben az évben megalapította az Újpesti Festő és Rajziskolát, melynek vezetői között volt Andrejka József és Fechtmann József festőművész is. Az iskola fennállásának második évében nyolc tanuló került be az Iparművészeti Főiskola hallgatóinak sorába. Négy évvel később anyagi problémák miatt az iskolát bezárták. 1926 szeptemberében többekkel megalapította az újpesti művészeket összefogó Horizont egyesületet, azonban a klub két évvel később megszűnt.
Az 1930-as évektől a Fejér vármegyei Kulcson telepedett le, ahol 1934-ig alkotott. Ezután ismét a fővárosba költözött, ahol grafikai munkássága mellett elbeszéléseket is írt. Ezen írásai megjelentek több folyóiratban is. Négy év után ismét visszatért vidéki birtokára, s ott élte át a második világháború viszontagságait. Nyelvtudásának köszönhetően a szovjet és a német fél is tolmácsként alkalmazta.
Első házastársa Simon Ilona volt, akit 1906. szeptember 18-án Budapesten, a Ferencvárosban vett nőül. 1921-ben elváltak. Ugyanebben az évben házasságra lépett Oberhauser Irma posta- és távirda segédtiszttel. Harmadik felesége Schneider Mária volt.